# Čopor
Riječ čopor označava okupljanje većeg broja jedinki iste vrste divljih životinja iz razreda sisavaca. Razlozi zbog kojih se okupljaju i žive u čoporu su od vrste do vrste različiti, no u svim slučajevima takav oblik života donosi određene prednosti svakom pojedinom članu čopora. 
Vrste koje se okupljaju u čopore:
- losovi (sjeverni jelen)
- jelenska divljač
- divokoze
- vukovi, tuljani
- lavovi, jedina životinja iz porodice mačaka
- divlje svinje

Sljedeća po veličini broja životinja, koja je u pravilu dosta veća od čopora se naziva krdo.
Losovi, jeleni, divokoze (i druge životinje koje su u skupini lovine) se okupljaju u grupu jer time povećavaju sigurnost. Druga skupina životinja koje su lovci, okupljaju se jer im je u čoporu lov uspješniji. No to bi bila samo dva osnovna razloga za život u čoporu. Od vrste do vrste se to još nijansira.